# Никълъс (окръг, Кентъки)
Окръг Никълъс (на английски: Nicholas County) е окръг в щата Кентъки, Съединени американски щати. Площта му е 510 km², а населението - 6813 души (2000). Административен център е град Карлайл.